# Флорантен
Флоранте́н (фр. и окс. Florentin) — коммуна во Франции, находится в регионе Юг — Пиренеи. Департамент — Тарн. Входит в состав кантона Дё-Рив. Округ коммуны — Альби.
Код INSEE коммуны — 81093.

## География
Коммуна расположена приблизительно в 560 км к югу от Парижа, в 60 км северо-восточнее Тулузы, в 11 км к юго-западу от Альби.

## Климат
Климат умеренно-океанический. Зима мягкая и дождливая, лето жаркое с частыми грозами. Ветры довольно редки.

## Население
Население коммуны на 2010 год составляло 706 человек.
| 1962 | 1968 | 1975 | 1982 | 1990 | 1999 | 2010 |
| ---- | ---- | ---- | ---- | ---- | ---- | ---- |
| 374  | 379  | 440  | 475  | 553  | 583  | 706  |

## Администрация
| Период | Период | Фамилия        | Партия | Примечания |
| ------ | ------ | -------------- | ------ | ---------- |
| 1962   | 1972   | Норбер Итрак   |        |            |
| 1972   | 1995   | Фернан Мали    |        |            |
| 1995   | 2008   | Мишель Флоттар |        |            |
| 2008   | 2020   | Жан-Марк Дюбоэ |        |            |

## Экономика
В 2007 году среди 429 человек в трудоспособном возрасте (15—64 лет) 279 были экономически активными, 150 — неактивными (показатель активности — 65,0 %, в 1999 году было 66,9 %). Из 279 активных работали 266 человек (134 мужчины и 132 женщины), безработных было 13 (8 мужчин и 5 женщин). Среди 150 неактивных 32 человека были учениками или студентами, 40 — пенсионерами, 78 были неактивными по другим причинам.